# Manuel Valdes
Manuel Valdes (ur. 24 lutego 1956) – filipiński strzelec, olimpijczyk. 
Startował na igrzyskach w 1972 roku (Monachium). Wystąpił tylko w trapie, w którym zajął przedostatnią, 56. pozycję.

## Wyniki olimpijskie
| Igrzyska | Konkurencja | Wynik       | Miejsce | Źródło |
| -------- | ----------- | ----------- | ------- | ------ |
| IO 1972  | Trap        | 138 punktów | 56.     | [ 1 ]  |